# NGC 2846
NGC 2846 je dvojna zvijezda u zviježđu Vodenoj zmiji.

## Vanjske poveznice
- SEDS: NGC 2846